# Bregmaceros mcclellandi
Bregmaceros mcclellandi is een straalvinnige vissensoort uit de familie van doornkabeljauwen (Bregmacerotidae). De wetenschappelijke naam van de soort is voor het eerst geldig gepubliceerd in 1840 door Thompson.